# Barlest
Barlest település Franciaországban, Hautes-Pyrénées megyében. Lakosainak száma 320 fő (2022. január 1.). Barlest Lamarque-Pontacq, Loubajac és Lourdes községekkel határos.

## Népesség
A település népességének változása:
| Lakosok száma | 292  | 295  | 321  | 290  | 289  | 293  | 292  | 306  | 320  |
|               | 2013 | 2015 | 2016 | 2017 | 2018 | 2019 | 2020 | 2021 | 2022 |